# Corynoptera perochaeta
Corynoptera perochaeta är en tvåvingeart som först beskrevs av Werner Mohrig och Menzel 1990.  Corynoptera perochaeta ingår i släktet Corynoptera och familjen sorgmyggor. Arten är reproducerande i Sverige. Inga underarter finns listade i Catalogue of Life.